# ワールド・オブ・ダークネス
『ワールド・オブ・ダークネス』（World of Darkness 略称は"WoD"）は、アメリカ合衆国のホワイトウルフ社が出版しているテーブルトークRPGのシリーズ名。日本語版は旧シリーズがアトリエサード、新シリーズが新紀元社によって出版されている。

## 概要
ゲームとしてはいわゆる「現代もの」にあたり、人間社会の影で人知れず暗躍しているヴァンパイアやワーウルフや魔術師たち、つまり「暗黒の世界」の住人たちをPCとして演ずるゲームである。
ホワイトウルフ社はこの世界観を"ゴシックパンク"という言葉で説明している。
プレイヤーキャラクター (PC) が演ずる種族ごとに違うシリーズのゲームが別タイトルで発売されるようになっていて、例えばヴァンパイアをPCとして演ずるゲームは『ヴァンパイア：ザ・マスカレード』のシリーズとなり、ワーフルフを演ずるゲームは『ワーウルフ：ジ・アポカリプス』のシリーズとなる。
また、戦闘などを楽しむことよりも「物語を語り楽しむ」ことに重点を置いたコンセプトであるため、ロールプレイングゲームではなく「ストーリーテリングゲーム」という独自のジャンルを名乗っている。通常のテーブルトークRPGにおけるゲームマスターを「ストーリーテラー」と名づけているところにも、このコンセプトがうかがえる。
物語を語るためには詳細なディテールを持つ世界観を共有することが必要だと考えの下に、膨大な数のサプリメントが出されており、それぞれに世界設定に関する詳細な記述がされている。
特に実在する都市ごとにその都市でのモンスター社会を設定した「都市サプリメント」の出来は秀逸。膨大な設定により架空世界を作り出そうとするテーブルトークRPGは異世界ファンタジーや未来SFには多いが「現代もの」のジャンルにおいてはあまりなく、これが『ワールド・オブ・ダークネス』の特徴ともなっている。
しかし、これらの中で日本語化されているものはごく一部にすぎない。

## 暗黒の世界
『ワールド・オブ・ダークネス』はどのシリーズも「暗黒の世界」と呼ばれるもう1つの地球（もしかして我々の住む地球そのものかもしれない）を舞台にした物語となっている。
『ワールド・オブ・ダークネス』には旧シリーズと新シリーズがあり、二つとも「暗黒の世界」を舞台にしているがこの二つに直接的なつながりはない（パラレルワールドのような扱い）。
ただし、新旧ともに以下にあげたような共通点を持つ。
- 様々なモンスターや妖怪たちが実在しており、人類社会にまぎれこんで暮らしている。彼らは仲間同士でコミュニティを作り同族同士が助け合って生きている。
- モンスターたちの存在は一般の人類には知られておらず、ほとんどの人間たちはモンスターたちを物語の中にしかいない架空の存在だと思っている。しかし、一部の人間たちはその実在を知っており、彼らのコミュニティと協力して様々な力を得ていたり、彼らを排斥しようとしていたりする。
- 地理については我々の住む地球と全く同じであり、国や人種も地球と同じものである。
- 歴史については、表面的には我々の住む地球と同じだが、いくつかの歴史的事件の裏ではモンスターたちが暗躍していたこともある。
- 社会については、環境問題や犯罪率などが現代よりもいっそう退廃していて人々の心もすさんでいる。現代社会の負の側面が強調された世界である。

ホワイトウルフ社が提供しているこの「暗黒の世界」を舞台にしている作品はテーブルトークRPGだけに限らない。アメリカ本国ではPCゲーム、コンシューマゲーム、オンラインゲーム、トレーディングカードゲーム、小説、テレビドラマなど、メディアミックスな展開がされている（PCゲームなどの一部は日本語版も出ている）。

## ゲームシステム
シリーズによって細かいゲームシステムは異なっているのだが、基本的な行為判定の方法はどれも同じである。
『ワールド・オブ・ダークネス』の行為判定は、以下の手順で行われる。
1. 能力値と技能値を足した数と等しい十面体サイコロを振る。
2. その中で一個でもGMが設定した難易度以下の出目があれば行為判定は成功となる。
3. 難易度以下の出目を出すサイコロが複数あればその個数が行為判定の"達成値"となり、達成値が多ければ多いほど行為は上手に成功したとする。

この手順はシャドウランや天羅万象などでも（サイコロの種類の違いはあれど）使われている比較的ポピュラーな判定方法である。
キャラクター作成の際にはそのキャラクターが所属する派閥を決定する。この派閥は『ヴァンパイア』なら血族で、『ワーウルフ』なら部族、『メイジ』なら伝統派（魔術の学派のようなもの）であり、シリーズごとの世界観によって異なる。これらの派閥は他のロールプレイングゲームでいうキャラクタークラスに相当する。これらの派閥に属することで、その派閥専用の不可思議な超能力や魔法が習得できるようになる。

## 旧ワールド・オブ・ダークネス (WoD)

### ヴァンパイア：ザ・マスカレード
原題はVampire: The Masquerade。略称は「V:tM」吸血種族ヴァンパイアをPCにするシリーズ。日本語版はアトリエサードより発売。
血族ごとに社会（コミュニティ）に属して、様々な陰謀権術を張り巡らせながら、血族社会ひいては人間社会を操っていくというピカレスク・ロマンを語ることを主体としている。
- 日本語化製品
  - ヴァンパイア：ザ・マスカレード 日本語版
  - ヴァンパイア：ザ・マスカレード 普及版　（上記製品をソフトカバーにした廉価版）
  - ガイド・トゥ・カマリリャ 血に咲く薔薇 日本語版
  - ヴァンパイア・ストーリーテラー・コンパニオン 日本語版
  - ガイド・トゥ・サバト そこにある事実 日本語版
  - ノド書 ブック・オブ・ノド
  - ヴィクトリアン・エイジ・ヴァンパイア 日本語版

13血族（CLANS）
ヴェントルー
（貴族/Blue Blood）十三氏族の長を自任し「貴族」と呼ばれる高貴なる支配者の一族
ギャンレル
（よそ者/Outsider）唯一血族の中で自然の原野をその住まいとする一族
トレアドール
（デカダン/Degenerate）血族の中でも最も美しく、最も退廃し、最も不死の人生に真摯な一族
トレメール
（妖術師/Warlock）強大な黒魔術と、狡猾な外交工作を武器にして生きる一族
ノスフェラトゥ
（ドブネズミ/Sewer Rat）最も醜悪なるものにして、化け物の中の化け物なる一族
ブルハー
（暴徒/Rabble）血族の中で最も奔放で、好戦的な一族
マルカヴィアン
（狂人/Kook）秩序紊乱者、社会不適格者、神に触れられた者、超越者、理解を越える一族
ツィミーシィ
（悪鬼/Fiend）太古の昔より、最も邪悪な氏族として悪名をはせてきた一族
ラソンブラ
（番人/Keeper）影で編み上げた網の中心から、恐るべきサバトの命運を握る一族　
アサマイト
（殺し屋/Assassin）闇と静寂とフードの奥にその身を隠し、神出鬼没に歳古りた長老を容赦なく抹殺する暗殺者
ジョヴァンニ
（死霊使い/Necromancer）死霊を操る力、インモラルな同族婚、マフィアに通ずる謎めいた一族
セトの信徒
（ヘビ/Serpent）全世界を敵に回して戦い続けている破滅と堕落の暗黒の神「セト」の使徒。蛇の刺青をしている。
ラヴノス
（ペテン師/Deceiver）ジプシー、流浪の民、詐欺師、泥棒、裏切り者、彼らの版図は全世界

ヴァンパイアの下僕
人間の従者
給料などを報酬にヴァンパイアに雇われたり、訓えによって魅了されたり支配されたりした人間が従僕として使役される事がある。
グール（Ghoul）
血を飲み干されることなくヴァンパイアの血を飲んだ人間は、「グール」（Ghoul）と呼ばれる存在となる。超人的な力を得る。
レヴナント（Revenant）
ツィミーシィ氏族の人体実験によって生み出された存在。生れながらにしてグールの力を持つ。

### ワーウルフ：ジ・アポカリプス
原題はWerewolf: The Apocalypse。略称は「W:tA」怒れる人狼ワーウルフをPCにするシリーズ。日本語版はアトリエサードより発売。
地球の生命力を奪う敵対存在「ワーム」から大自然を守るために果敢に戦う大地の戦士たちの、ヒロイックなバトルを物語の主体にしている。
- 日本語化製品
  - ワーウルフ：ジ・アポカリプス 日本語版
  - ワーウルフ・ストーリーテラー・コンパニオン 日本語版

### メイジ：ジ・アセンション
原題はMage: The Ascension。略称は「M:tA」宇宙の真実を探求する神秘家メイジをPCにするシリーズ。日本語版はアトリエサードより発売。
科学技術結社テクノクラシー（この世界では科学も魔術の一派閥にすぎず、一般人でも扱えると言う理由で他を蹴落とした）により迫害されていった伝統魔術の使い手たちが、真に理想の未来を築くために人類をそして地球を次のステージに「覚醒」させようとするオカルトな物語を主体としている。
- 日本語化製品
  - メイジ：ジ・アセンション 日本語版

### Wraith: The Oblivion
亡霊レイスをPCにするシリーズ。未訳。略称は「W:tO」。
忘却の力に怯えながらも、この世に縛りつけている鎖（未練）と向き合う悲しき亡霊たちのリリカルな物語を主体としている。

### Changeling: The Dreaming
滅びゆく妖精たちをPCにするシリーズ。未訳。略称は「C:tD」。
夢幻の世界の住人である妖精は人間たちから忘れられると消滅する。妖精たちは自らの存在をみなに思い出させるために命を掛けた「フェアリーテイル（おとぎ話）」を物語ることになる。

### Mummy: The Resurrection
現代人の肉体を借りて甦った古代のミイラをPCにするシリーズ。未訳。略称は「M:tR」。
邪悪の神の侵攻の魔の手から世界を救うために、現代の人間古代の戦士たちがよみがえるという「転生戦士もの」の物語をテーマとする。

### Hunter: The Reckoning
超常生物たちを狩る人間たちをPCにするシリーズ。未訳。略称は「H:tR」。
スタンダードな魔狩人ものをテーマにしており、ワールド・オブ・ダークネスの中ではもっともPCのスタイルがわかりやすい。

### Demon: The Fallen
地獄から現代の地上に舞い戻った堕天使をPCにするシリーズ。未訳。略称は「D:tF」。
神も天使もいなくなり、地獄に封じられていた悪魔たちは地上世界に帰ってきた。自由を得た悪魔たちは、世界の終末を間近に迎えた地上で、悪徳のままに我が世の春を謳歌するのか、それともかつての人間への愛を取り戻すのか。世界を導く上位存在たちの善性と悪性の葛藤の物語をテーマとする。

### Kindred of the East
東洋の神秘種族をPCにするシリーズ。未訳。略称は「KoE」。
東洋版ヴァンパイア「鬼人」、東洋版ワーウルフ「変化妖怪」、破邪の一族の陰陽師、日本政府の退魔特務部隊などをPCにすることができ、いわゆる「現代伝奇もの」のジャンルをワールド・オブ・ダークネスで扱うシリーズといえる。

### ワールド・オブ・ダークネス総合
ワールド・オブ・ダークネスのサプリメントはシリーズごとに出るのが基本であるが、いくつかのサプリメントの中には複数のシリーズで使えるものもある。
都市設定のサプリメントやシナリオ集など、ゲームデータの比重が少ないサプリメントにその傾向が高い。

## 新ワールド・オブ・ダークネス (nWoD)
ホワイトウルフ社は2004年1月、複数のシリーズとクロスオーバーする長大なキャンペーン「タイム・オブ・ジャッジメント」を出版した。「タイム・オブ・ジャッジメント」では今までに提示されていた世界の謎の多くに公式サイド側からの解答が示され、これをもって今まで続いてきた「暗黒の世界」の物語に一区切りをつけることをホワイトウルフ社は宣言した。
そして、その代わりに今までの「暗黒の世界」のテーマを後継した新しい物語を語るシリーズ「新ワールド・オブ・ダークネス」の発売を開始したのである。
旧ワールド・オブ・ダークネスと新ワールド・オブ・ダークネスの直接的なつながりはなく、設定なども大きく異なる部分がある。

### ワールド・オブ・ダークネス（コアルール）
新ワールド・オブ・ダークネスは旧ワールド・オブ・ダークネスのようにシリーズごとに全く別のルールブックを使うのでなく、統一したコアルールをベースに、シリーズごとにデータを拡張していくという手法をとっている。そのコアルールにあたるのが『ワールド・オブ・ダークネス』のタイトルを冠せられたこのルールブックである。日本語版は新紀元社より発売。
システムは旧版よりも様々な部分がシステマティックに整理されて特に戦闘にかかる手間は短縮化されている。
なお、このコアルール単体においては、ヴァンパイアやワーウルフなどをPCにすることはできない。このコアルールでPCにできるのは幽霊やヴァンパイアなどの超常現象に遭遇する「一般人」となる。
- 日本語化製品
  - ワールド・オブ・ダークネス

### ヴァンパイア：ザ・レクイエム
旧『ヴァンパイア：ザ・マスカレード』のテーマを、新ワールド・オブ・ダークネスに適応させたゲーム。略称は「V:tR」
- 日本語化製品

ヴァンパイア：ザ・レクイエム

### Werewolf:The Forsaken
旧『ワーウルフ：ジ・アポカリプス』の設定の一部を継承し、新ワールド・オブ・ダークネスに基づいて再構築したゲーム。略称は「W:tF」
旧作でのテーマのうち、世界観に依存する部分はほとんど受け継がれていない。この点はヴァンパイア・ザ・レクイエムも同様なのだが、「W:tA」のテーマは“設定偏重”の傾向が極めて強いため、良くも悪くも旧作とは印象の異なるゲームになっている。

### Mage: The Awakening
旧『メイジ：ジ・アセンション』のテーマはさておき、新ワールド・オブ・ダークネスで魔法使いを演ずるゲーム。略称は「M:tAw」。旧版の「M:tA」と被るのでそこに無理やりwをつけている。

## サブカルチャーへの影響
ワールド・オブ・ダークネスが提唱した「ゴシックパンク」のスタイルは、ゲーム業界だけにとどまらず欧米のサブカルチャー好きの若者にも影響を与えている。
耽美的、悪魔崇拝的、退廃的なゴシックスタイルと、近未来SFのようなスタイリッシュが融合したゴシックパンクのイメージは特に小説やコミック、映画、ドラマなどに様々な刺激を与え、「退廃的な都市の影に潜むスタイリッシュなモンスターたち」をテーマにした作品が増えていくようになる。ワールド・オブ・ダークネスのリスペクトであることを明言している作品には『ミッドナイト・ブルー』シリーズ（著：ナンシー・A・コリンズ　ハヤカワ文庫FT）などが知られている。また、映画『アンダーワールド』シリーズはワールド・オブ・ダークネスととても似通った世界観を持つ。
また、日本のテーブルトークRPGにも影響を与えている。『吸血鬼のコミュニティが高度な情報戦を駆使して、人間社会の経済や政治を数千年にわたって操っている』というユダヤ陰謀論的なイメージを、国産の「現代もの」のテーブルトークRPGに組み込むものが増えていった。ワールド・オブ・ダークネスをストレートにリスペクトした国産のテーブルトークRPGには『BEAST BIND 魔獣の絆 R.P.G』がある。
欧米においては反社会的でみなされたいくつかの事件の中で、ワールド・オブ・ダークネスのサブカルチャーへの影響が批判されたことがあった。アメリカでは自らをヴァンパイアとなるための血を得るために殺人事件を起こしたとされる若者が、ワールド・オブ・ダークネスの熱狂的なファンであったためにバッシングを受けたことがある。また、コロンバイン高校銃乱射事件の犯人の中にワールド・オブ・ダークネスのファンがいたと報道されたこともある。
なおゴシック・アンド・ロリータ・ファッションの系統であるゴシックパンク（ゴスパン）は、たまたま同じ言葉が使われているだけでワールド・オブ・ダークネスの直接的な影響があるわけではない。